# Тако пуерто-риканський
Та́ко пуерто-риканський (Coccyzus vieilloti) — вид зозулеподібних птахів родини зозулевих (Cuculidae). Ендемік Пуерто-Рико. Вид названий на честь французького орнітолога Луї Жана П'єра В'єйо.

## Опис
Довжина птаха становить 40-48 см, вага 80 г. Верхня частина тіла коричнева, підборіддя, горло і груди сірі, решта нижньої частини тіла коричнева. Хвіст довгий, темний, стернові пера на кінці білі.

## Поширення і екологія
Пуерто-риканські тако живуть в сухих і вологих рівнинних тропічних лісах та на узліссях, в рідколіссях і на кавових плантаціях. Зустрічаються переважно на висоті до 800 м над рівнем моря. Живляться переважно ящірками, а також великими комахами, гусінню і павуками. Гніздяться на деревах або в чагарниках, в кладці 3 блакитних яйця.